# Cantone di Tarascon-sur-Ariège
Il Cantone di Tarascon-sur-Ariège era una divisione amministrativa dell'arrondissement di Foix.
A seguito della riforma approvata con decreto del 18 febbraio 2014, che ha avuto attuazione dopo le elezioni dipartimentali del 2015, è stato soppresso.

## Composizione
Comprendeva i comuni di:
- Alliat
- Arignac
- Arnave
- Bédeilhac-et-Aynat
- Bompas
- Capoulet-et-Junac
- Cazenave-Serres-et-Allens
- Génat
- Gourbit
- Lapège
- Mercus-Garrabet
- Miglos
- Niaux
- Ornolac-Ussat-les-Bains
- Quié
- Rabat-les-Trois-Seigneurs
- Saurat
- Surba
- Tarascon-sur-Ariège
- Ussat